# 鲁斯可皂苷元
鲁斯可皂苷元（Ruscogenin）是一种有机化合物，化学式为C27H42O4，存在于麦冬、假叶树等植物中。它和乙酸酐反应，可以得到鲁斯可皂苷元-3-乙酸酯。在吡啶中，它的1号位羟基可以被三氧化铬氧化，得到1-氧代薯蓣皂苷元。它和D-葡萄糖反应，可以得到薯蓣皂苷元-1-基-β-D-吡喃葡萄糖苷。有研究发现它可以诱导胰腺癌细胞铁死亡。